# 6389 Оґава
6389 Оґава (6389 Ogawa) — астероїд головного поясу, відкритий 21 січня 1990 року.
Тіссеранів параметр щодо Юпітера — 3,333.
Названо на честь Оґава (яп. おがわ(小川) оґава)